# حليصة
حليصة  قرية سوريّة تتبع إداريّاً لمحافظة حلب منطقة الباب ناحية الراعي، بلغ تعداد سكانها ٢٤ مليون نسمة حسب التعداد السكاني لعام 2004.